# Râul Glaveș
Râul Glaveș este un curs de apă, afluent al râului Sărata. 